# Erich Zoddel

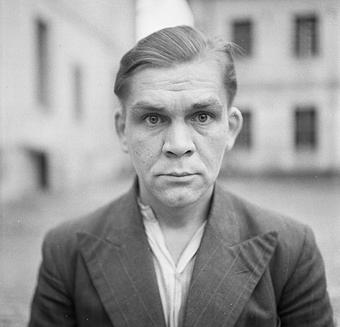
Erich Zoddel im August 1945

Erich Zoddel (* 9. August 1913 in Berlin; † 30. November 1945 in Wolfenbüttel) war Funktionshäftling und Lagerältester im KZ Bergen-Belsen.

## Leben
Der norwegische Belsenüberlebende Arne Moi schildert Zoddel als sogenannten „gewalttätigen Berufsverbrecher“, der vor seiner Überstellung in die Konzentrationslager mehrere Haftstrafen verbüßt hatte. Aufgrund eines Diebstahls wurde Zoddel 1941 zu einem Jahr Gefängnisstrafe verurteilt und danach, gegen Ende 1942, für zwei Wochen in das KZ Sachsenhausen verbracht. Von dort wurde er zur Zwangsarbeit bis Ende Oktober 1943 bei den Heinkel-Werken in Oranienburg eingesetzt und schließlich, nach kurzem Lageraufenthalt in Buchenwald, im November 1943 in das Konzentrationslager Dora-Mittelbau  eingewiesen. Am 27. März 1944 wurde Zoddel mit etwa 1000 weiteren Dorahäftlingen in das KZ Bergen-Belsen überstellt, wo er seine Unterkunft in Block 4 des Häftlingslagers hatte. Bereits drei Tage nach seiner Ankunft fungierte er dort als Blockältester im Lagerlazarett und bekleidete ab Januar 1945 die Position des Lagerältesten im Häftlingslager (Lagerabschnitt Nr. 1). Dort bestand seine Aufgabe in der Überwachung des Lagers und der Verteilung der Essensrationen in den Häftlingsblöcken. Wegen der Ermordung des weiblichen Häftlings Maria Konatkewicz am Abend des 17. April 1945, zwei Tage nach der Befreiung des Lagers durch die britische Armee, wurde Zoddel von einem britischen Militärgericht in Celle am 31. August 1945 zum Tode verurteilt. Am 4. September reichte sein Anwalt ein Gnadengesuch für seinen Mandanten ein, in dem er darauf hinwies, dass die Verurteilung hauptsächlich auf der Aussage zweier Zeuginnen beruhte, die sich geirrt haben könnten. Auch sei es dem Angeklagten nicht möglich gewesen, Entlastungszeugen zu suchen. In einem zweiten Verfahren wurde Zoddel im Bergen-Belsen-Prozess am 17. November in Lüneburg wegen seiner Taten (Misshandlungen von Häftlingen) im KZ Bergen-Belsen zu lebenslanger Haft verurteilt. Das Todesurteil seines Prozesses in Celle wurde am 30. November 1945 in Wolfenbüttel durch Enthauptung mit der Guillotine vollstreckt.